# Evan Henry Llewellyn
Pour les articles homonymes, voir Llewellyn.
Colonel Evan Henry Llewellyn (25 février 1846 - 27 février 1914) est un militaire et député d'origine galloise.

## Biographie
Officier de l'armée britannique d'ascendance petite noblesse des Llewellyn de Baglan Hall et de Court Colman au pays de Galles, il est élu MP Tory pour la Somerset nord à la Chambre des communes de 1885 à 1906. Il est l'arrière-arrière grand père de l'ancien Premier Ministre David Cameron.

### Héraldique
- Blasonnement : per fesse embattled azure and or, a javelin erect between two boars' heads erased in chief and a like boar's head erased between two javelins in base all counter-changed (en)[3].